# Isorropus trajecta
Isorropus trajecta är en fjärilsart som beskrevs av Walker 1864. Isorropus trajecta ingår i släktet Isorropus och familjen björnspinnare. Inga underarter finns listade i Catalogue of Life.